# Liste de stades de football en Tunisie
Cet article présente une liste des principaux stades de football en Tunisie.

## Liste
| Stade                              | Capacité | Ouverture | Localité         | Clubs résidents                              |
| ---------------------------------- | -------- | --------- | ---------------- | -------------------------------------------- |
| Stade olympique de Radès           | 65 000   | 2001      | Radès            | Club africain et Espérance sportive de Tunis |
| Stade olympique d'El Menzah        | 39 858   | 1967      | Tunis            | Club africain et Espérance sportive de Tunis |
| Stade olympique de Sousse          | 28 000   | 1973      | Sousse           | Étoile sportive du Sahel                     |
| Stade Hamda-Laouani                | 25 000   | 1999      | Kairouan         | Jeunesse sportive kairouanaise               |
| Stade Taïeb-Mehiri                 | 18 000   | 1938      | Sfax             | Club sportif sfaxien                         |
| Stade Chedly-Zouiten               | 18 000   | 1942      | Tunis            |                                              |
| Stade du 15-Octobre                | 16 000   | 1990      | Bizerte          | Club athlétique bizertin                     |
| Stade Mustapha-Ben-Jannet          | 15 000   | 1958      | Monastir         | Union sportive monastirienne                 |
| Stade Ali-Zouaoui                  | 15 000   | 1999      | Kairouan         | Jeunesse sportive kairouanaise               |
| Stade olympique de Gabès           | 15 000   |           | Gabès            | Stade gabésien et Avenir sportif de Gabès    |
| Stade Hédi-Enneifer                | 9 000    |           | Le Bardo         | Stade tunisien                               |
| Stade du Kef                       | 9 000    |           | Le Kef           | Olympique du Kef                             |
| Stade Boujemaa-Kmiti               | 8 000    |           | Béja             | Olympique de Béja                            |
| Stade municipal de Jendouba        | 8 000    | 1992      | Jendouba         | Jendouba Sports                              |
| Stade municipal de Kasserine       | 8 000    |           | Kasserine        | Avenir sportif de Kasserine                  |
| Stade municipal de Hammam Lif      | 8 000    |           | Hammam Lif       | Club sportif de Hammam Lif                   |
| Stade Ahmed-Bsiri                  | 8 000    | 1985      | Bizerte          | STIR sportive de Zarzouna                    |
| Complexe sportif Abdessalem Kazouz | 7 000    | 2003      | Zarzis           | Espérance sportive de Zarzis                 |
| Stade olympique de Gafsa           | 7 000    | 1995      | Gafsa            | El Gawafel sportives de Gafsa                |
| Stade municipal de l'Ariana        | 7 000    | 1991      | Ariana           | Association sportive de l'Ariana             |
| Stade Abdelaziz-Chtioui            | 7 000    |           | La Marsa         | Avenir sportif de La Marsa                   |
| Stade du 7-Mars                    | 6 500    | 2000      | Ben Gardane      | Union sportive de Ben Guerdane               |
| Stade Azaiez-Jaballah              | 6 500    |           | Menzel Bourguiba | Stade africain de Menzel Bourguiba           |
| Stade municipal Bou Ali-Lahouar    | 6 500    | 1960      | Sousse           | Espoir sportif de Hammam Sousse              |
| Stade de Houmt Souk                | 6 000    |           | Djerba           | Association sportive de Djerba               |
| Stade olympique de Médenine        | 6 000    |           | Médenine         | Club olympique de Médenine                   |
| Stade Hédi Ben Romdhane            | 5 000    |           | Radès            | Étoile sportive de Radès                     |
| Stade Néjib-Khattab                | 5 000    | 1996      | Tataouine        | Union sportive de Tataouine                  |
| Stade Habib-Tajouri                | 4 000    |           | Béni Khalled     | Étoile sportive de Béni Khalled              |
| Stade municipal de Métlaoui        | 4 000    |           | Métlaoui         | Étoile sportive de Métlaoui                  |
| Stade de Ben Arous                 | 4 000    |           | Ben Arous        | Sporting Club de Ben Arous                   |
| Stade municipal de Midoun          | 3 000    |           | Djerba           | Espoir sportif de Jerba Midoun               |
| Stade de Chebba                    | 3 000    |           | Chebba           | Croissant sportif chebbien                   |
| Stade municipal de Jebniana        | 3 000    |           | Jebiniana        | Club sportif de Jebiniana                    |
| Stade municipal de Soliman         | 2 000    |           | Soliman          | Avenir sportif de Soliman                    |
| Stade du 2-Mars                    | 2 000    |           | Sfax             | Sfax railway sport                           |
| Stade de Nabeul                    | 2 000    |           | Nabeul           | Stade nabeulien                              |
| Stade municipal d'Hammamet         | 2 000    |           | Hammamet         | Football Club Hammamet                       |
| Stade Farhat-Hached                | 1 500    |           | Kerkennah        | Océano Club de Kerkennah                     |
| Stade municipal de Rejiche         | 1 000    |           | Rejiche          | Avenir sportif de Rejiche                    |

## Galerie

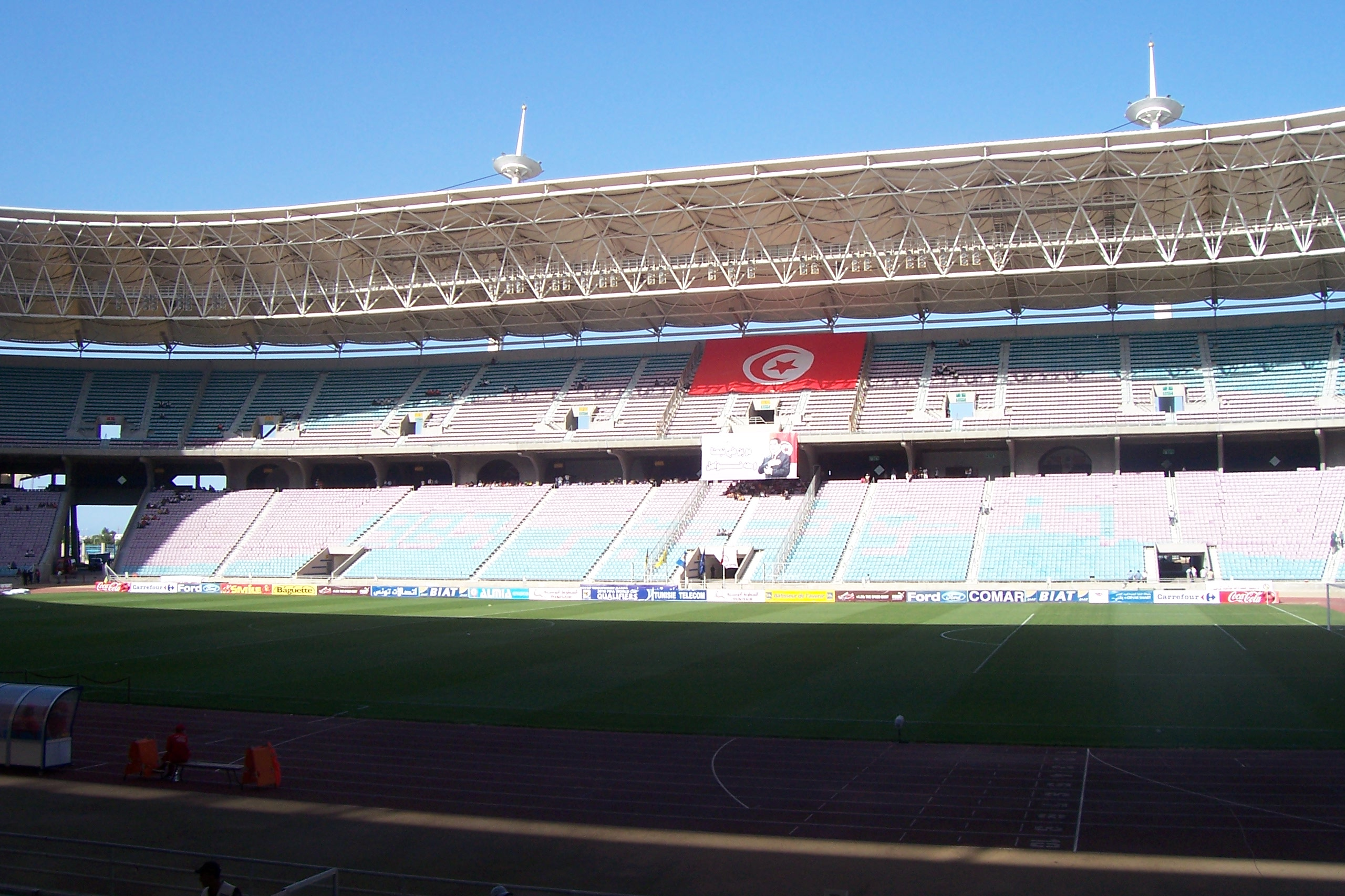
Stade olympique de Radès.
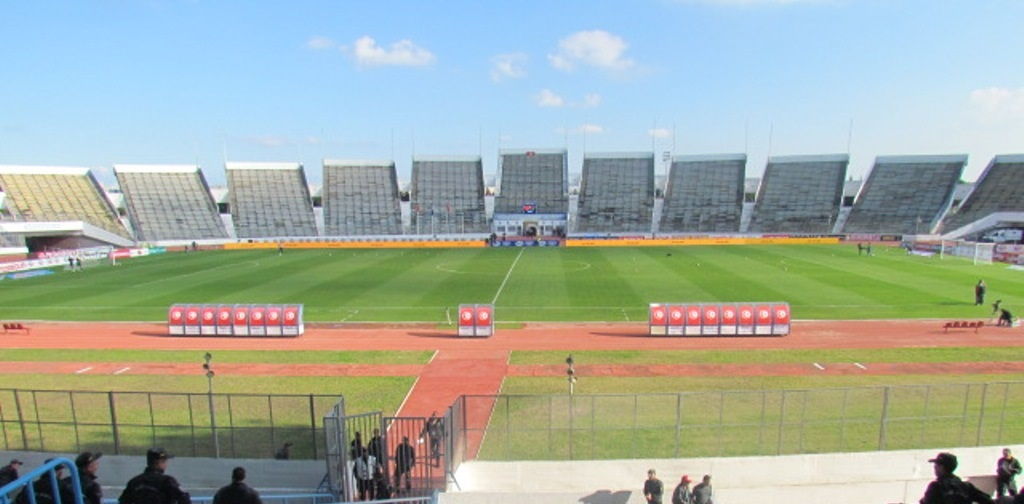
Stade olympique d'El Menzah.
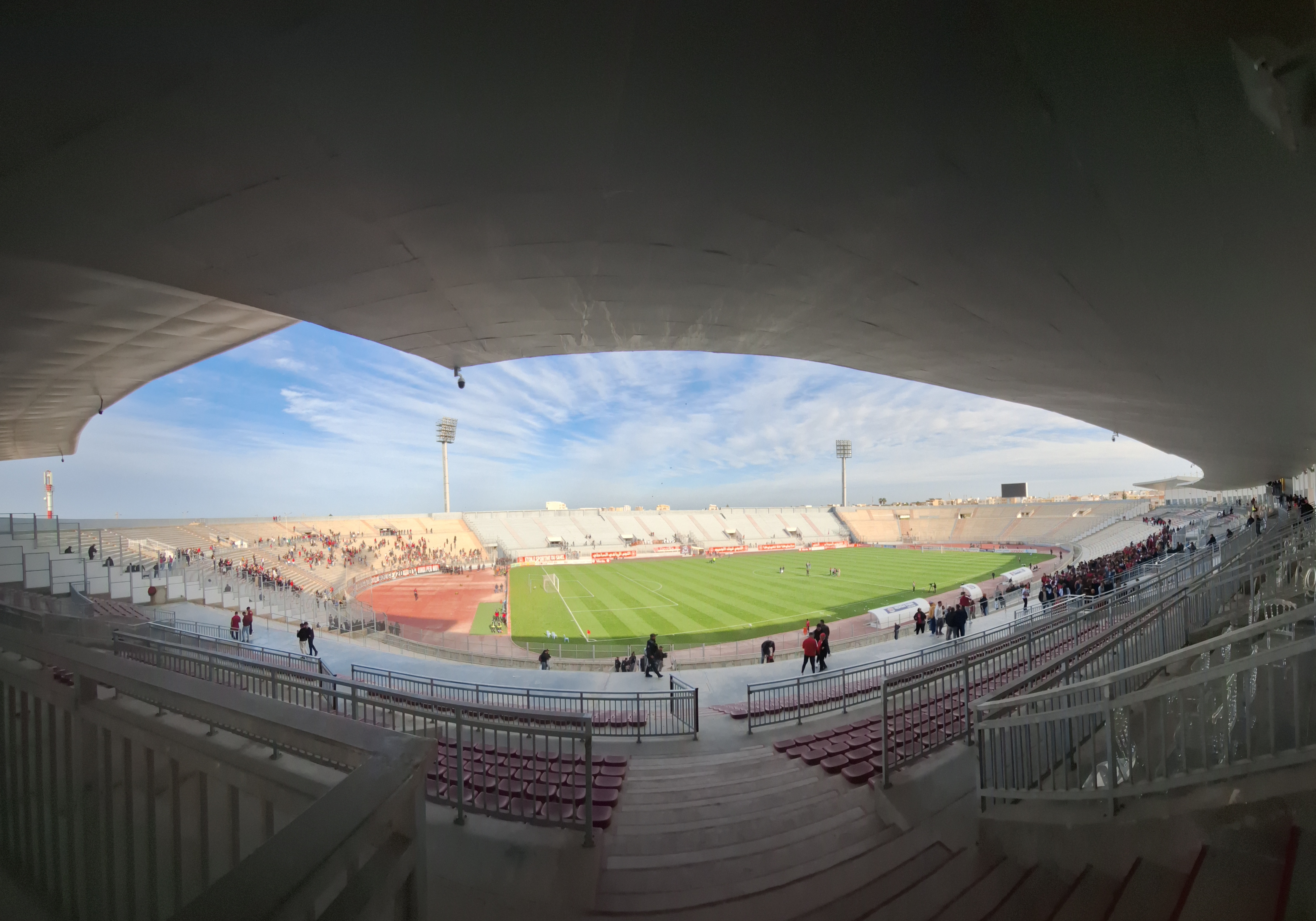
Stade olympique de Sousse.
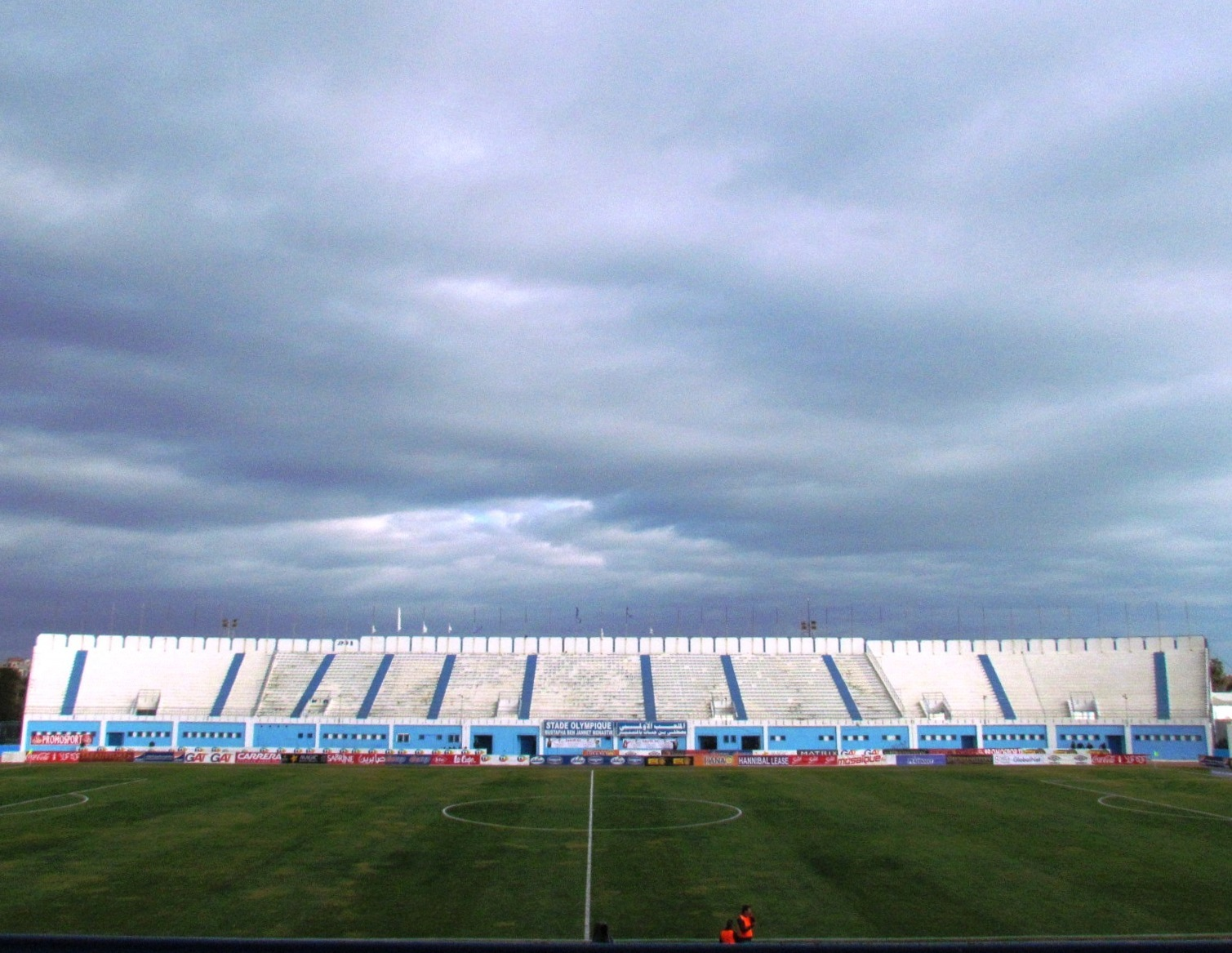
Stade Mustapha-Ben-Jannet.
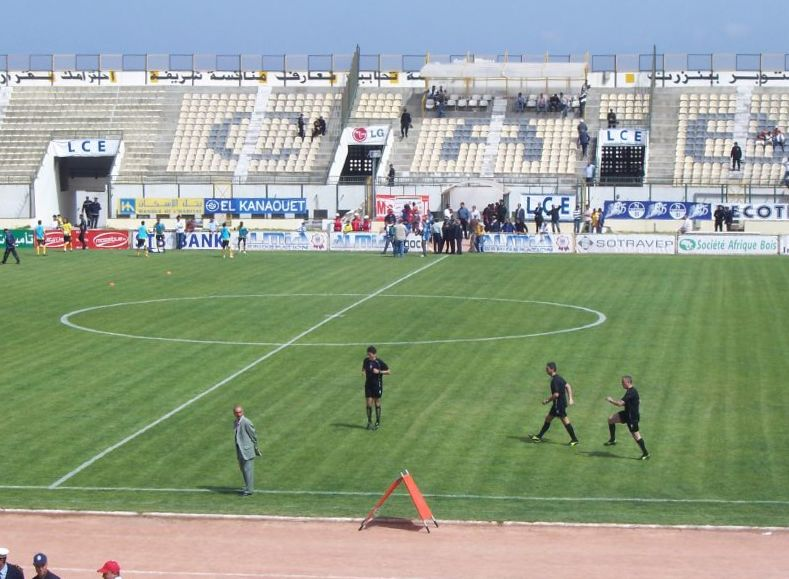
Stade du 15-Octobre.
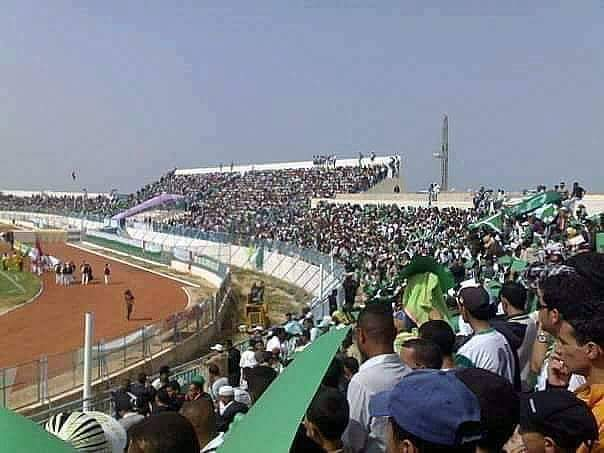
Stade olympique de Gabès.
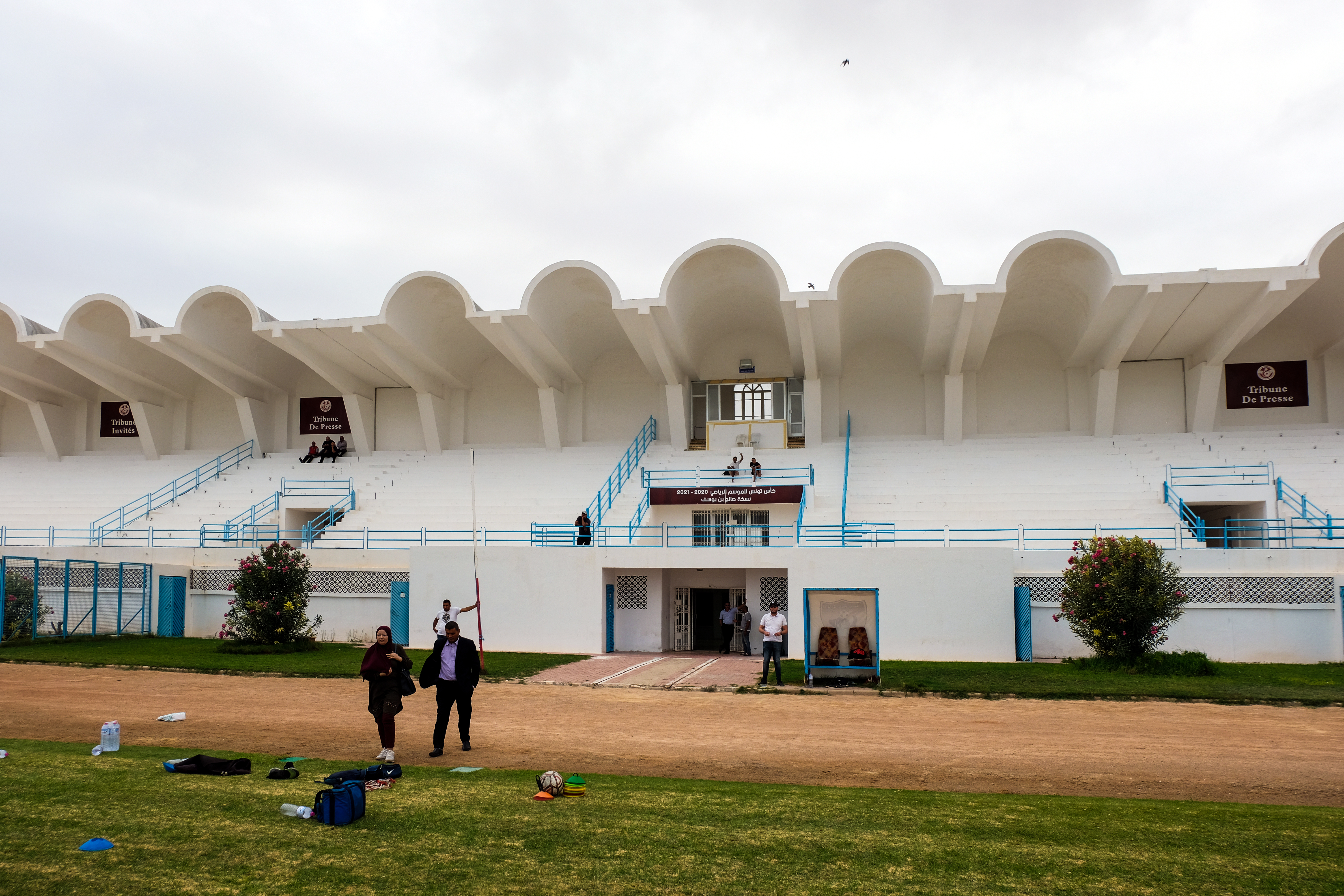
Stade municipal de Midoun.
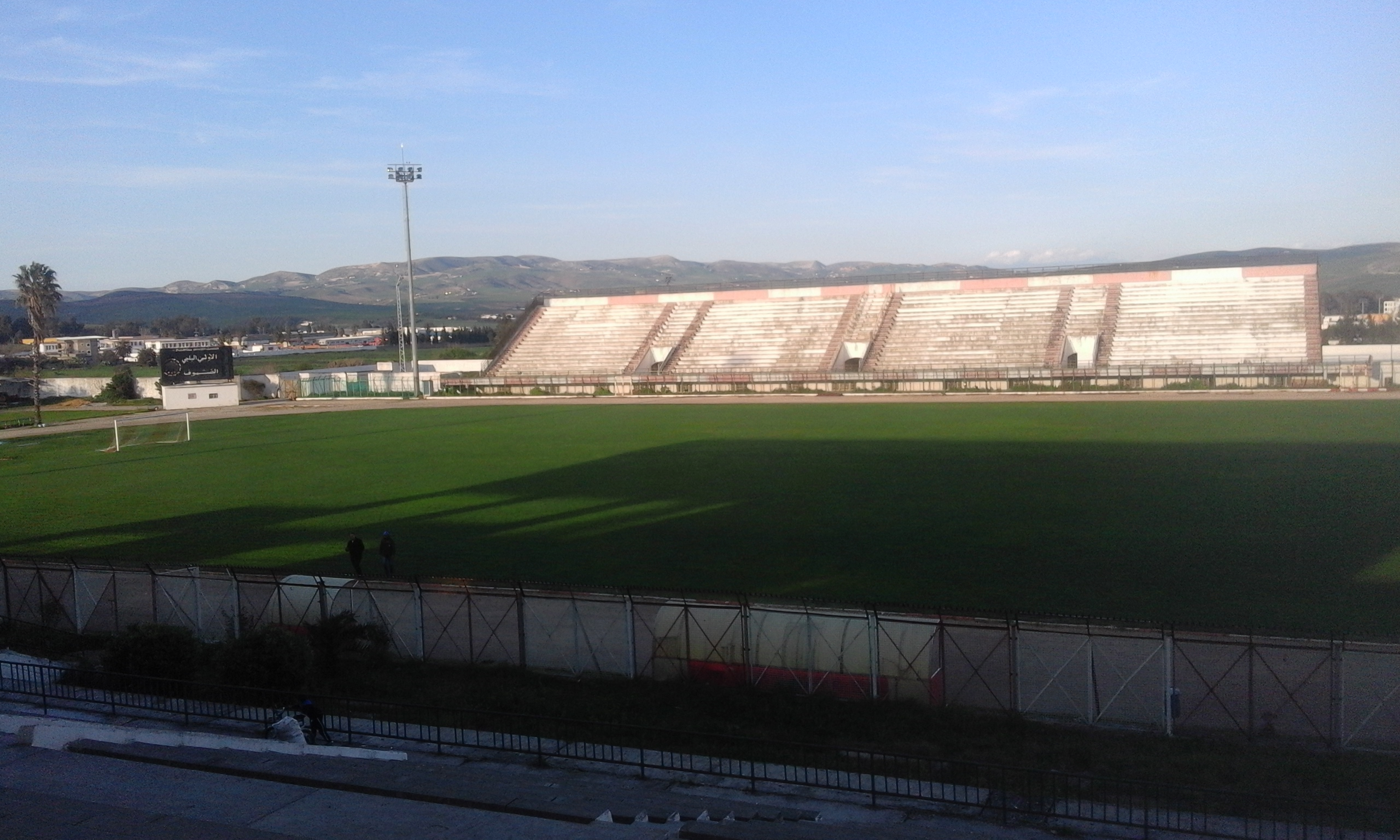
Stade Boujemaa-Kmiti.
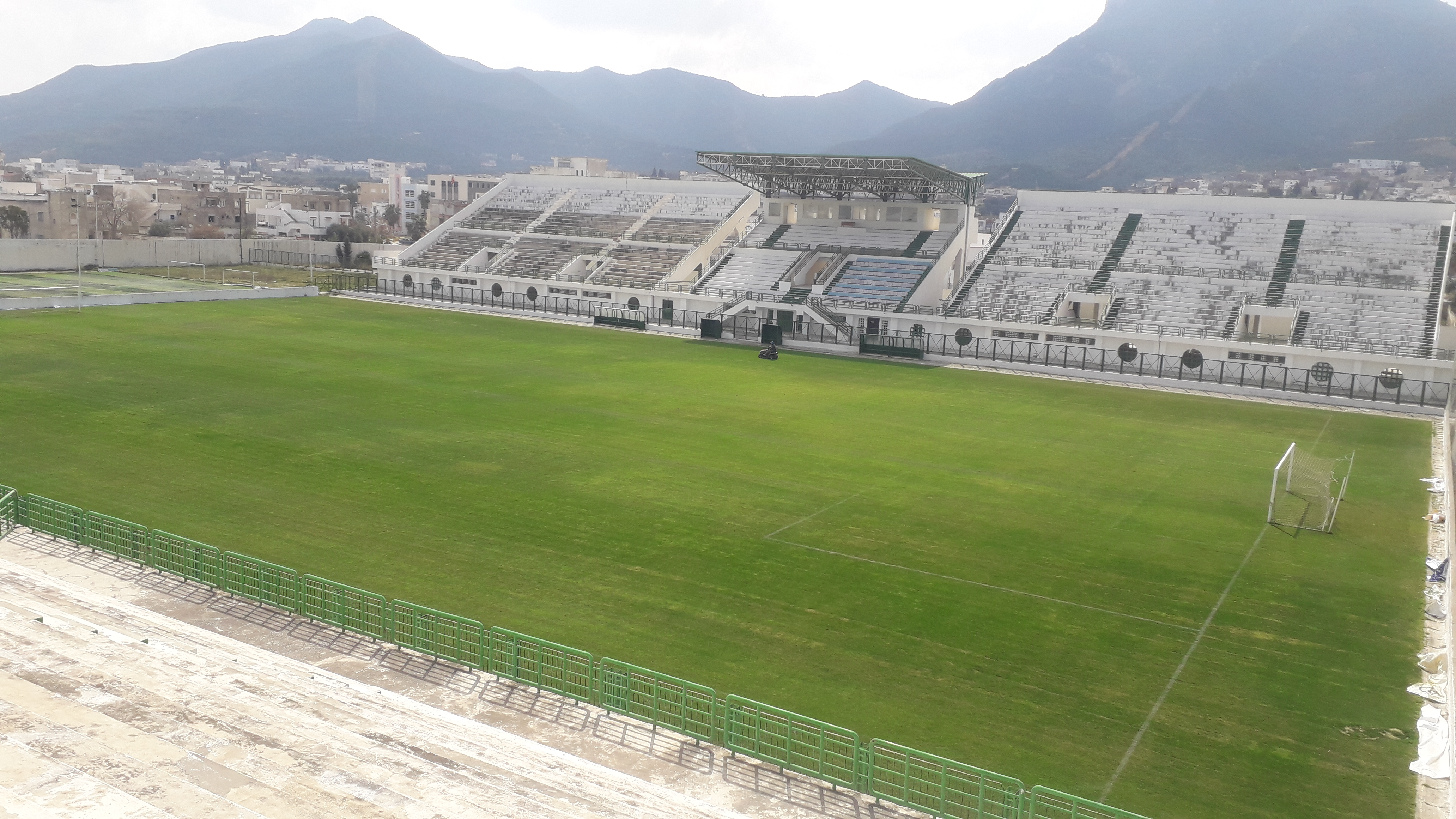
Stade municipal de Hammam Lif.
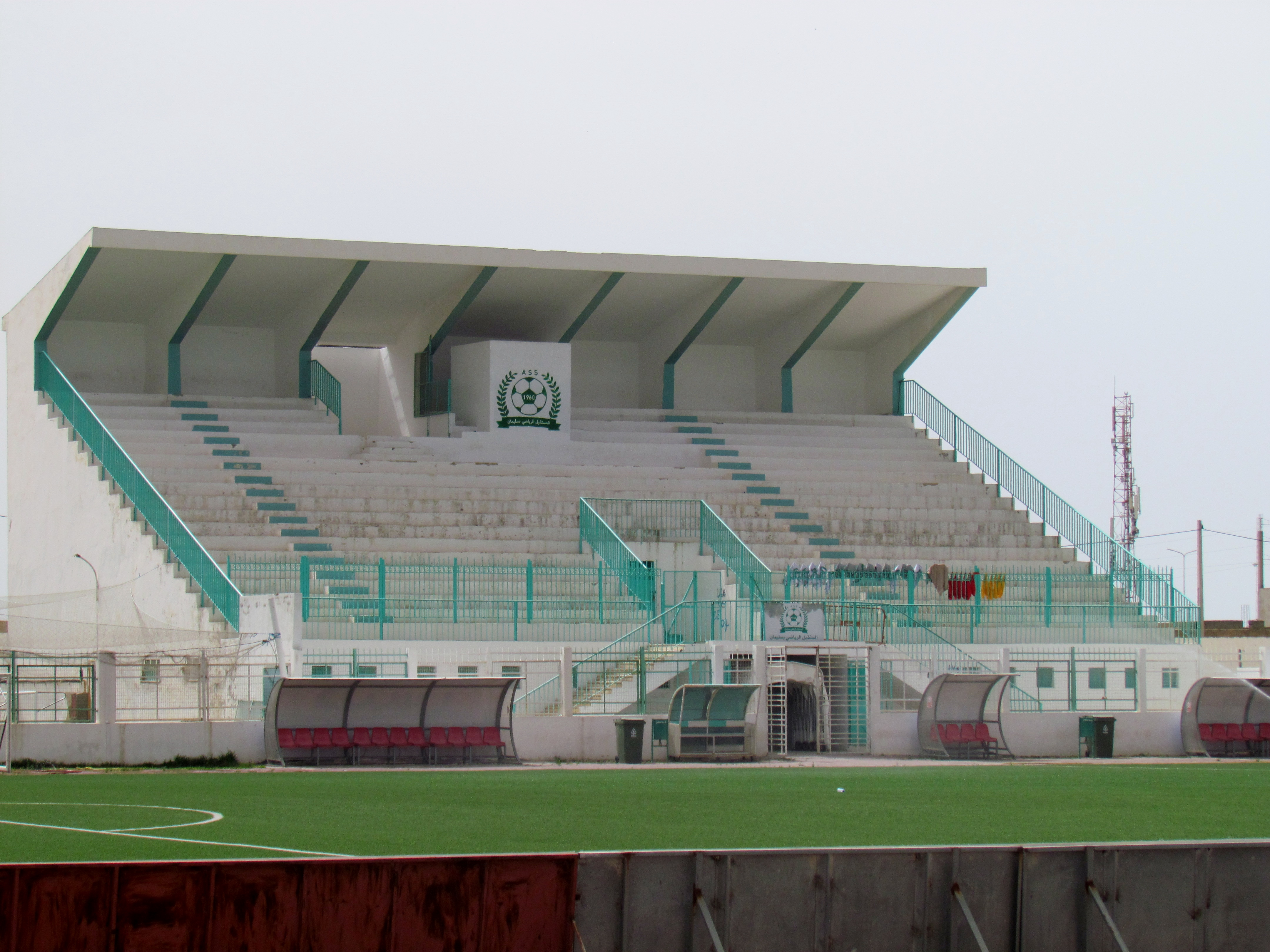
Stade municipal de Soliman.
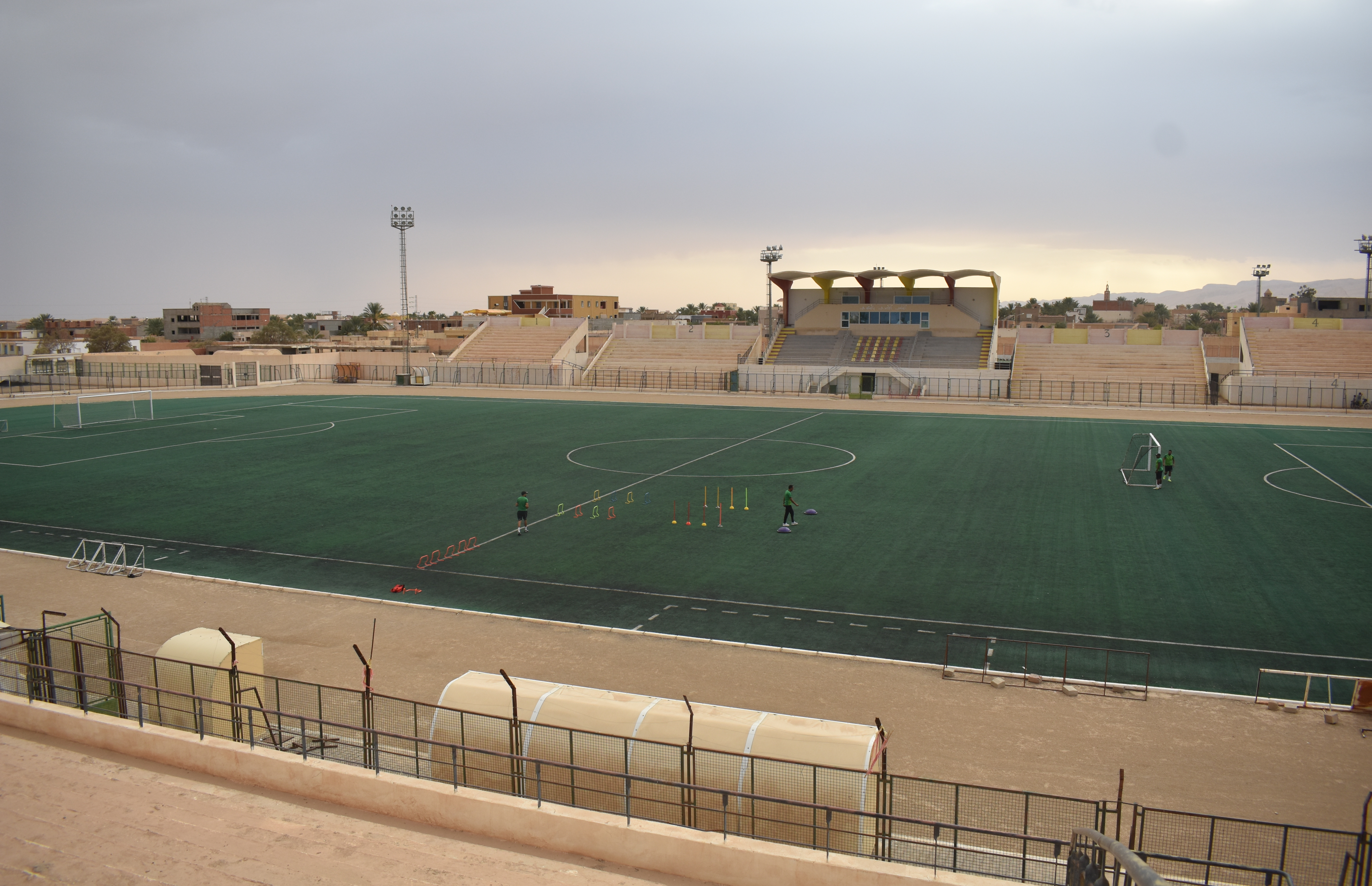
Stade municipal de Métlaoui.